# Zeeweg (Bloemendaal)

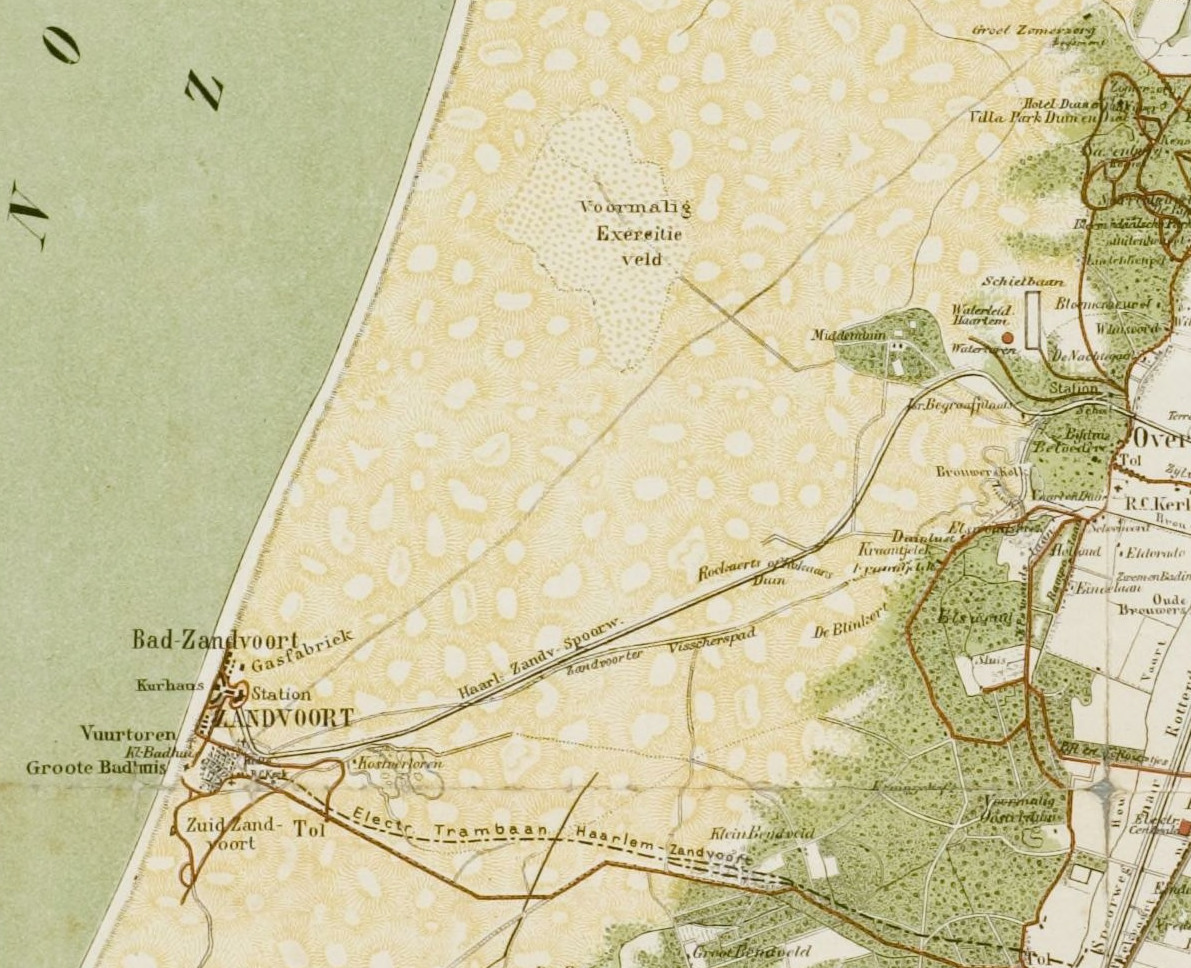
Kaart van de situatie omstreeks 1902 nog zonder Zeeweg

De Zeeweg is een weg in de Nederlandse gemeente Bloemendaal. De weg verbindt het dorp Overveen met de badplaats Bloemendaal aan Zee. De weg loopt dwars door het Nationaal Park Zuid-Kennemerland en is in beheer van de provincie Noord-Holland. De N200 loopt dan ook ten dele over deze weg. De weg wordt overspannen door de natuurbrug Zeepoort.

## Route
De Zeeweg sluit aan op de Militairenweg en voert ter hoogte van de watertoren in westelijke richting evenwijdig aan de gemeentegrens Bloemendaal-Zandvoort. De weg kent een licht heuvelig en bochtig verloop. Aan beide zijden van de weg bevinden zich een tweebaans fietspad. In de badplaats bevindt zich een afslag naar Parnassia aan Zee en gaat de weg over in de Boulevard Barnaart die doorloopt naar Zandvoort.

## Geschiedenis
De gemeente Bloemendaal wilde al in het eerste decennium van de 20ste eeuw een weg aanleggen die Bloemendaal met de kust zou verbinden. De erven van Johanna Jacoba van der Vliet-Borski over wiens gebied de weg was geprojecteerd waren niet ingenomen met de plannen. Het uitbreken van de Eerste Wereldoorlog en de toegenomen werkloosheid bracht daar verandering in. De grondbezitters wilden nu wel meewerken als de weg niet breder zou worden dan 12 meter en er geen trambaan kwam. De gemeente wenste echter een weg van 50 tot 66 meter breed met trambaan aan te leggen. Toen in 1917 de 'Wet ter bestrijding van de werkloosheid' van kracht werd konden onteigeningsprocedures versneld en vereenvoudigd worden uitgevoerd. Hierdoor kon de weg zo aangelegd worden als de gemeente Bloemendaal voor ogen had.

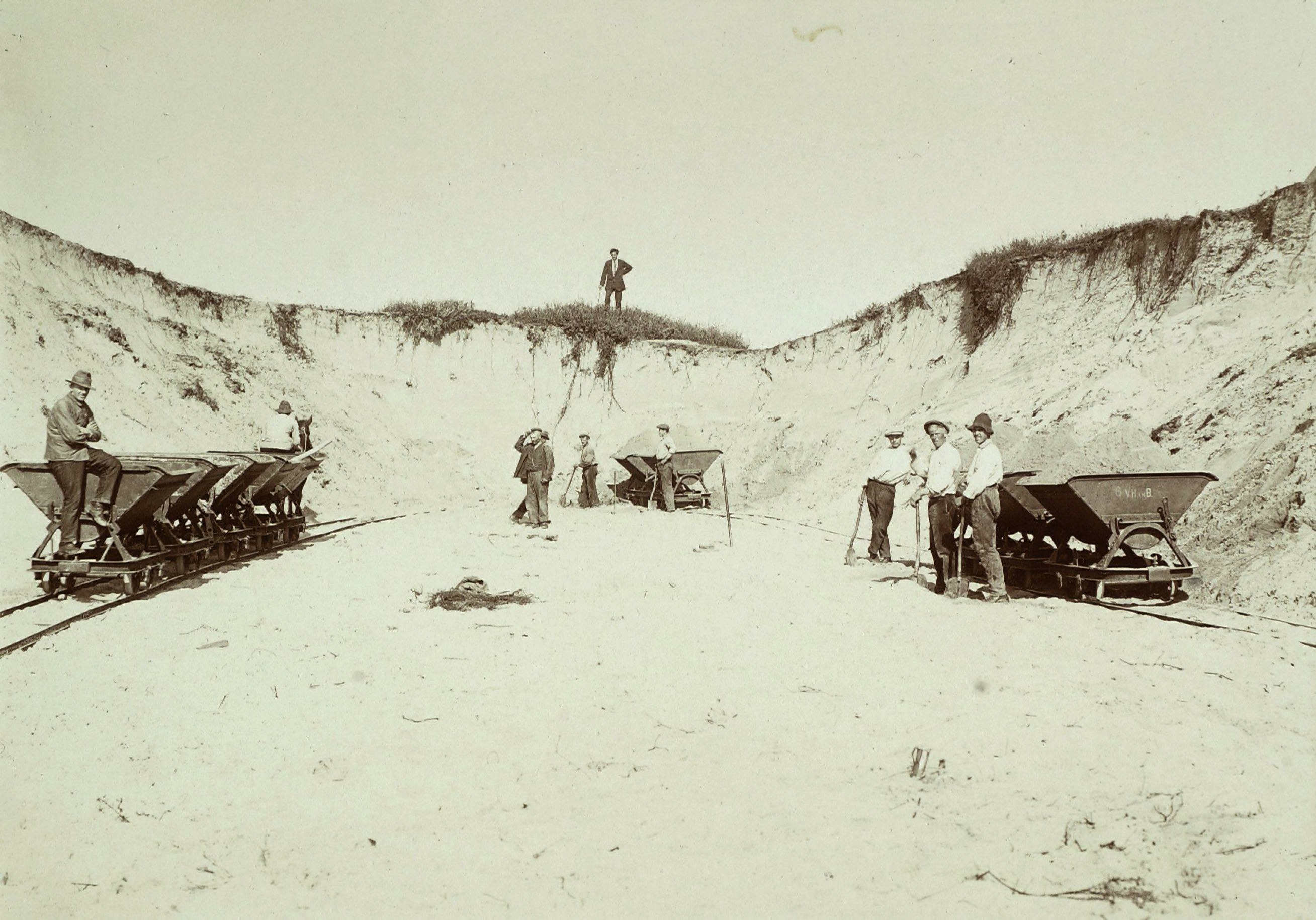
Aanleg van de Zeeweg tijdens het grondwerk, genomen in de richting van de zee. Opname van de grootste duindoorgraving

Op 25 juni 1921 werd de Zeeweg feestelijk geopend en was het een van de eerste autowegen in Europa. De weg was door de Haarlemse landschapsarchitect Leonard Springer ontworpen en, naar voorbeeld van een Amerikaanse parkway, ingebed in het duinlandschap. Voor een trambaan was wel ruimte gereserveerd, maar werd nooit aangelegd. In de jaren 1930 werd op dit tracé op de middenberm een fietspad aangelegd.

### Tweede Wereldoorlog
Na de bezetting van Nederland door de Duitsers in 1940 bleef de kust via de Zeeweg bereikbaar tot de zomer van 1943. Op 23 juni 1943 werd het kustgebied tot Sperrgebiet verklaard. Er werden rond de Zeeweg verschillende Duitse kampementen opgezet. Toen begon ook de aanleg van bunkers en andere versterkingen in het kader van de aanleg van de Atlantikwall. Een restant van deze verdedigingslinie is de Walzkörpersperre die ten zuiden van de Zeeweg ligt. Hiervoor werd ook het paviljoen 'Het Ronde huis' dat het einde van de Zeeweg markeerde, afgebroken.
Vanaf de afsluiting werd het gebied langs de Zeeweg ook gebruikt voor massagraven en executies. Hieraan herinneren de acht gedenkstenen die in het natuurgebied ten noorden en zuiden langs de weg 45 grafkuilen markeren waar 422 personen gevonden zijn. Na de oorlog is om de slachtoffers een rustplaats te geven en te herdenken langs de Zeeweg  Eerebegraafplaats Bloemendaal aangelegd. Jaarlijks wordt sindsdien met de nationale Dodenherdenking de weg afgesloten en vindt een stille tocht plaats vanaf de watertoren naar de erebegraafplaats.

### Renovatie
Na renovatie in 1980 werd in 1982 nog een bocht gereconstrueerd.
In november 2016 werd begonnen met de aanleg van natuurbrug Zeepoort. De brug werd op 15 september 2017 worden opengesteld. Ze is bedoeld om twee delen van het Natura 2000-gebied Kennemerland-Zuid, die aan weerszijden van de weg zijn gelegen, met elkaar te verbinden.
Op 25 juni 2021 werd het 100-jarig bestaan van de Zeeweg gevierd.

## Bezienswaardigheden
Langs de weg staat op het voormalig terrein van PWN de Watertoren en de Volkssterrenwacht Copernicus. Aan de overzijde bevindt zich het Bezoekerscentrum De Kennemerduinen nabij het duinmeertje 't Wed. En verderop aan de weg liggen de Eerebegraafplaats Bloemendaal en het Wethouder van Gelukpark, waar het sterrenrestaurant De Bokkedoorns is gelegen.